# Petaloproctus dentatus
Petaloproctus dentatus är en ringmaskart som beskrevs av Imajima och Tokuichi Shiraki 1982. Petaloproctus dentatus ingår i släktet Petaloproctus och familjen Maldanidae. Inga underarter finns listade i Catalogue of Life.